# Hessenliga
La Hessenliga es una de las 14 ligas regionales que componen la Oberliga, la quinta categoría del fútbol alemán.

## Historia
La liga fue creada en el año 1945 y es la liga de fútbol más importante del estado de Hesse, y a excepción de las dos primeras temporadas siempre fue una simple división. La liga se llamaba Landesliga Hessen hasta 1950 y era la segunda categoría del fútbol alemán.
Al nacer la 2. Oberliga Süd en 1950 la liga cambió de nombre a Amateurliga-Hessen y hasta 1978 cambió a Amateur-Oberliga Hessen hasta que en 1994 cambió de nombre a Oberliga Hessen.
Al aparecer la Regionalliga Süd en 1994 el campeón de la Oberliga Hessen ascendía directamente y 6 equipos de la Oberliga clasificaron para jugar en la nueva liga, los cuales fueron:
| - Kickers Offenbach - SV Wehen Wiesbaden | - SG Egelsbach - Rot-Weiss Frankfurt | - KSV Hessen Kassel - SV Darmstadt 98 |

El campeón ascendía automáticamente hasta que en el año 2000 redujeron las Regionalligas y debía jugar la promoción para el ascenso.
Al nacer la Regionalliga Süd, 4 equipos de la región de Hesse obtuvieron la licencia para jugar en ella, los cuales fueron:
| - SV Darmstadt 98 - SV Wehen II | - Viktoria Aschaffenburg - Eintracht Fráncfort II |

En 2012 desaparece la Regionalliga Süd y pasa a ser la Regionalliga Südwest quien ocupa su lugar en la cuarta categoría.

## Ediciones anteriores
| Temporada | Club                                     |
| --------- | ---------------------------------------- |
| 1945–46   | SV Wiesbaden Viktoria Aschaffenburg      |
| 1946–47   | 1. Rödelheimer FC 02 Rot-Weiss Frankfurt |
| 1947–48   | 1. Rödelheimer FC 02                     |
| 1948–49   | KSV Hessen Kassel                        |
| 1949–50   | SV Darmstadt 98                          |
| 1950–51   | Olympia Lampertheim                      |
| 1951–52   | Olympia Lampertheim                      |
| 1952–53   | FC Hanau 93                              |
| 1953–54   | Borussia Fulda                           |
| 1954–55   | SpVgg Bad Homburg                        |
| 1955–56   | SpVgg Neu-Isenburg                       |
| 1956–57   | Borussia Fulda                           |
| 1957–58   | VfB Friedberg                            |
| 1958–59   | VfL Marburg                              |
| 1959–60   | Borussia Fulda                           |
| 1960–61   | FC Hanau 93                              |
| 1961–62   | SV Darmstadt 98                          |
| 1962–63   | VfB Gießen                               |
| 1963–64   | SV Darmstadt 98                          |
| 1964–65   | Opel Rüsselsheim                         |
| 1965–66   | Germania Wiesbaden                       |
| 1966–67   | SV Wiesbaden                             |
| 1967–68   | Rot-Weiss Frankfurt                      |
| 1968–69   | FSV Frankfurt                            |
| 1969–70   | Eintracht Fráncfort II                   |

| Temporada | Club                   |
| --------- | ---------------------- |
| 1970–71   | SV Darmstadt 98        |
| 1971–72   | VfR Bürstadt           |
| 1972–73   | FSV Frankfurt          |
| 1973–74   | Viktoria Aschaffenburg |
| 1974–75   | FSV Frankfurt          |
| 1975–76   | KSV Baunatal           |
| 1976–77   | VfR Bürstadt           |
| 1977–78   | FC Hanau 93            |
| 1978–79   | VfR Bürstadt           |
| 1979–80   | KSV Hessen Kassel      |
| 1980–81   | Viktoria Griesheim     |
| 1981–82   | FSV Frankfurt          |
| 1982-83   | VfR Bürstadt           |
| 1983–84   | VfR Bürstadt           |
| 1984–85   | Viktoria Aschaffenburg |
| 1985–86   | Kickers Offenbach      |
| 1986–87   | Kickers Offenbach      |
| 1987–88   | Viktoria Aschaffenburg |
| 1988–89   | KSV Hessen Kassel      |
| 1989–90   | Rot-Weiss Frankfurt    |
| 1990–91   | KSV Hessen Kassel      |
| 1991–92   | Viktoria Aschaffenburg |
| 1992–93   | Kickers Offenbach      |
| 1993–94   | FSV Frankfurt          |
| 1994–95   | SC Neukirchen          |
| 1995–96   | Borussia Fulda         |
| 1996–97   | SV Wehen Wiesbaden     |

| Temporada | Club                          |
| --------- | ----------------------------- |
| 1997–98   | FSV Frankfurt                 |
| 1998–99   | SV Darmstadt 98               |
| 1999–00   | KSV Klein-Karben              |
| 2000–01   | Borussia Fulda                |
| 2001–02   | Eintracht Fráncfort II        |
| 2002–03   | 1. FC Eschborn                |
| 2003–04   | SV Darmstadt 98               |
| 2004–05   | 1. FC Eschborn                |
| 2005–06   | KSV Hessen Kassel             |
| 2006–07   | FSV Frankfurt                 |
| 2007–08   | SV Darmstadt 98               |
| 2008–09   | SC Waldgirmes                 |
| 2009–10   | FSV Frankfurt II              |
| 2010–11   | FC Bayern Alzenau             |
| 2011–12   | 1. FC Eschborn                |
| 2012–13   | KSV Baunatal                  |
| 2013–14   | TGM SV Jügesheim              |
| 2014–15   | TSV Steinbach                 |
| 2015–16   | Teutonia Watzenborn-Steinberg |
| 2016–17   | SC Hessen Dreieich            |
| 2017–18   | SC Hessen Dreieich            |
| 2018–19   | FC Gießen                     |
| 2019–20   | TSV Eintracht Stadtallendorf  |
| 2020–21   | Nadie                         |
| 2021–22   | SG Barockstadt Fulda-Lehnerz  |
| 2022–23   | Eintracht Fráncfort II        |

- El TGM SV Jügesheim, campeón de la temporada 2013/14 rechazó el ascenso y no no hubo otro equipo que recibiera la licencia para jugar en la Regionalliga, por lo que no hubo ascenso.